# Abdülkerim Bardakcı
Abdülkerim Bardakcı, född 7 september 1994 i Konya, är en turkisk fotbollsspelare som spelar för Galatasaray, och Turkiets landslag.

## Karriär
Bardakcı inledde sin seniorkarriär i Konyaspor 2011. Han var kontrakterad där till och med 2022, men blev under perioden utlånad till ett flertal klubbar. 2022 värvades han till Galatasaray. Han har sedan 2012 representerat Turkiets landslag på olika juniornivåer. 2023 debuterade han i det turkiska A-landslaget. Han medverkade i EM i fotboll 2024.